# 11e brigade parachutiste
L'11ª brigata paracadutisti (in francese 11e brigade parachutiste, abbreviata in 11e BP) è un'unità composita che raccoglie sotto un unico comando le principali formazioni di paracadutisti dell'esercito francese; creata come 11e division d'intervention ("11ª divisione d'intervento") nel 1961 dalla fusione delle preesistenti 10e e 25e division parachutiste, l'unità assunse la denominazione di 11e division parachutiste il 1º aprile 1971, per poi essere ridotta al rango di brigata nel giugno del 1999. L'unità è di base a Balma, presso Tolosa, nel sud della Francia.
L'unità non ha mai partecipato a combattimenti come un corpo unitario, ma i reggimenti che la compongono sono stati impiegati singolarmente in diverse azioni, dalle fasi finali della guerra d'Algeria alle operazioni in Ciad e Congo negli anni '70 ed '80, alle operazioni della Forza Multinazionale in Libano a Beirut (1982 - 1984), fino alla guerra del golfo (1990 - 1991) ed alla guerra in Afghanistan. La brigata è una formazione di fanteria leggera paracadutabile, intesa come forza di reazione rapida schierabile ovunque nel mondo per rispondere a situazioni di crisi o urgenza.

## Struttura
Con un organico di 8.500 uomini, l'unità si struttura su uno stato maggiore di brigata, una compagnia trasmissioni, un'unità di forze speciali (il Groupement des commandos parachutistes) ed otto reggimenti combattenti autonomi:
- 1er Régiment de hussards parachutistes, unità di cavalleria corazzata aerotrasportabile, dotata di veicoli Renault VAB e Panhard ERC;
- 1er Régiment de chasseurs parachutistes, prima unità paracadutista dell'esercito francese;
- 2e Régiment étranger de parachutistes, unità di paracadutisti formata da personale proveniente dalla Legione straniera francese;
- 3e régiment de parachutistes d'infanterie de marine, unità paracadutata composta da personale della fanteria di marina francese, specialità dell'esercito francese che precedentemente era conosciuta come "fanteria coloniale";
- 8e Régiment de parachutistes d'infanterie de marine, unità paracadutata composta da personale della fanteria di marina francese;
- 1er Régiment du train parachutiste, unità logistica che supporta le operazioni della brigata;
- 17e Régiment du génie parachutiste, unità di genieri paracadutati;
- 35e régiment d'artillerie parachutiste, unità di artiglieria paracadutata.